# Minihy-Tréguier
Minihy-Tréguier é uma comuna francesa na região administrativa da Bretanha, no departamento Côtes-d'Armor. Estende-se por uma área de 12,05 km². Em 2010 a comuna tinha 1 301 habitantes (densidade: 108 hab./km²).